# Falcon Heights (Minnesota)
Falcon Heights es una ciudad ubicada en el condado de Ramsey en el estado estadounidense de Minnesota. En el Censo de 2010 tenía una población de 5321 habitantes y una densidad poblacional de 916,76 personas por km².

## Geografía
Falcon Heights se encuentra ubicada en las coordenadas 44°59′17″N 93°10′29″O / 44.98806, -93.17472. Según la Oficina del Censo de los Estados Unidos, Falcon Heights tiene una superficie total de 5.8 km², de la cual 5.79 km² corresponden a tierra firme y (0.31%) 0.02 km² es agua.

## Demografía
Según el censo de 2010, había 5321 personas residiendo en Falcon Heights. La densidad de población era de 916,76 hab./km². De los 5321 habitantes, Falcon Heights estaba compuesto por el 73.29% blancos, el 7.97% eran afroamericanos, el 0.45% eran amerindios, el 15.02% eran asiáticos, el 0.04% eran isleños del Pacífico, el 0.71% eran de otras razas y el 2.52% pertenecían a dos o más razas. Del total de la población el 2.95% eran hispanos o latinos de cualquier raza.